# Formație (fotbal)
O formație în fotbal, este modul în care jucătorii dintr-o echipă sunt poziționați pe teren. Diferite formațiuni pot fi utilizate, în funcție de faptul, dacă o echipă dorește sau nu, să joace în atac ori fotbal defensiv. Datorită poziției de pornire a unui anumit jucător, pot fi definite principalele sarcini de joc ale acestuia. 
Cifrele (modul în care este catalogată formația) reprezintă: numărul de apărători / fundași, numărul de mijlocași, numărul de atacanți. De exemplu, formația 4–3–3 este constituită din patru fundași, trei mijlocași și trei atacanți.

## Formații contemporane

### 4-3-3

4–3–3

Formație prioritar ofensivă. Este ușor de observat că jucătorii în cadrul acestei formații, acoperă întregul teren. Odată cu dezvoltarea unui atac, șase persoane sunt implicate în acțiunea ofensivă, în timp ce apărătorii rămân pe post de siguranță. Având în vedere faptul că toată echipa de atac este în suprafața de pedeapsă și în jurul ei, fundașii se mută la linia de centru, pentru a nu crea decalaje între mijlocul terenului și zona de apărare. Aceasta presupune în mod automat o alegere în favoarea presiunii în jumătatea adversă a terenului și constituirea unei zone etanșate în zona mingii. Totodată, acest lucru presupune că fundașii trebuie să se descurce cu contraatacurile, care pot începe de la o centrare lungă atacatorilor echipei adverse, iar fundașii să acopere rapid jucătorul cu mingea, pentru a reduce aceste acțiuni la un contor minim.
Puncte forte
Punctul forte al acestei formații de joc este atacul. Însăși, poziția inițială a celor trei atacanți oferă echipei mai multe oportunități de continuare a atacului. Echipei îi este ușor să întrețină atacul în lățime (sarcina atacanților laterali), cât și în adâncime (sarcina atacatorului de vârf). În toate cele trei linii, în fiecare dintre zone, este cel puțin un jucător care ajută la dezvoltarea atacului.
Puncte slabe
Slăbiciunea acestei formații de joc este apărarea. Trei atacanți și, uneori mijlocașii implicați în ofensivă, de multe ori pot fi „scoși” din joc printr-o centrare a echipei adverse. Drept urmare, o mare responsabilitate cade defensivei. Fundașii trebui să fie în măsură să controleze un spațiu mare, dar și să tempereze jucătorii adversari aflați în atac. Ei trebuie să ajungă inamicul din urmă, în cazul în care acesta obține o pasă în adâncul terenului sau în propriul careu.
Pentru a ușura viața defensivei, mijlocașii trebui să preseze în mod activ adversarul imediat după pierderea mingii. Acest lucru presupune de la apărători, abilitatea de a juca în mod pozițional, de asemenea, necesită anumite aptitudini fizice, rezistență și performanță.
Dezvoltarea cu succes al atacului, presupune că mijlocașii trebui să fie capabili să ofere rapid mingea în linia de atac, care la fel, cere competențe relevante. Astfel, cei trei mijlocași, trebuie în mare parte să fie generaliști, capabili să atace cu succes, dar și să apere.

### 4–4–2
Formație care suportă și joc defensiv și ofensiv, se bazează pe un mijloc bun. În această formație sunt doi atacanți simpli. În mod paradoxal, în condiții moderne 4–4–2 este, în esență o formație defensivă. Acest lucru se datorează faptului că cele mai frecvente formații acum sunt 4–2–3–1 și 4–3–3, care presupun prezența a trei mijlocași centrali. În 4–4–2 acestora li se opun doar doi mijlocași centrali, mai mult orientați pe acțiuni defensive. Astfel avantajul în zona centrală o deține adversarul, iar dezvoltarea pozițională a atacurilor prin centrul terenului devine dificilă. 
După preluarea mingii apărătorii pasează balonul atacanților, fie mingea este transmisă înainte prin zona flancului liber. De fapt, echipa construiește jocul pe contraatacuri. Preferențială este o înaltă performanță fizică a tuturor jucătorilor, fără excepție, și o viteză mare a mijlocașilor de flanc. Din partea atacanților este necesară o capacitate de a juca un fotbal dificil, dar și agresiv, să primească și păstreze mingea în condiții de opoziție puternică, fiind într-o inferioritate numerică în domeniul său.
Această schemă este considerată clasică fotbalului englez, dar are propriile sale caracteristici: o abundență a luptei fizice, executarea unor pase aeriene de pe flancul drept în direcția unui atacant înalt.

## Formații comune în prezent

formația 4–3–3 „fotbal total”
f. 4–4–2
f. 4–4–2 „diamant”
f. 4–4–1–1
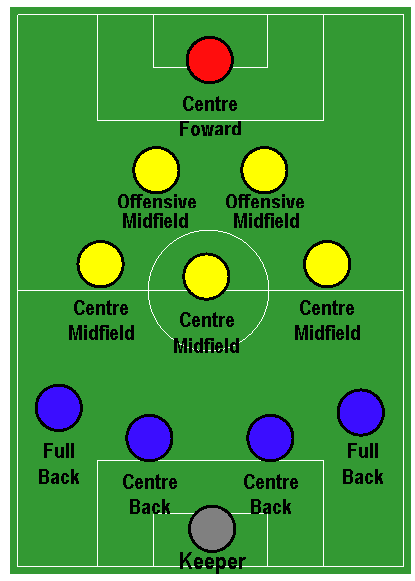
f. 4–3–2–1 „Pom de Crăciun”
f. 5–3–2
f. 5–3–2 „măturătoare”
f. 3–4–3
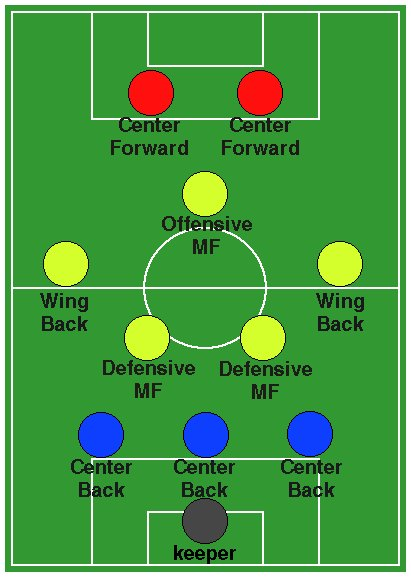
f. 3–5–2
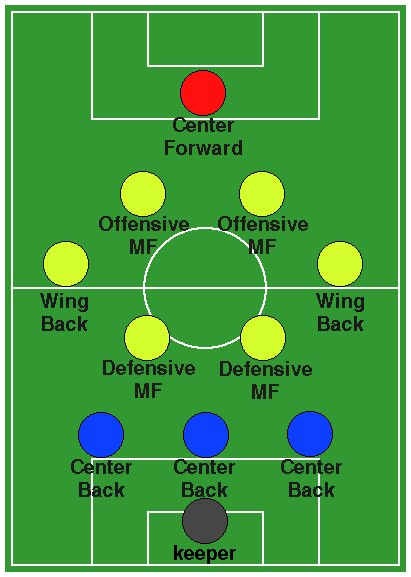
f. 3–6–1
f. 4–5–1
f. 4–2–3–1
f. 5–4–1

## Legături externe
- Formații în fotbal Arhivat în 7 octombrie 2007, la Wayback Machine. hattrickmania.no.sapo.pt
- en Introducerea formațiunilor la BBC Sport
- ru Evoluția formațiilor de joc Arhivat în 4 martie 2016, la Wayback Machine.
- en Formații actuale și noi de fotbal Arhivat în 1 martie 2016, la Wayback Machine. la Football formation
- en Lista celor mai bune formațiuni de fotbal modern și cum funcționează ele Arhivat în 21 martie 2016, la Wayback Machine. la Football-Bible
- en Dezvoltarea formațiunilor timpurii la National Soccer Coaches Association of America